# Peak District

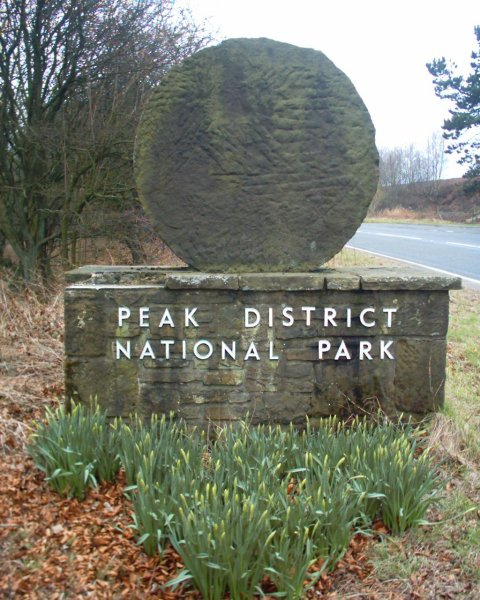

Peak District är Storbritanniens äldsta nationalpark. Parken täcker en yta av 1 438 km² och invigdes år 1951. Peak District ligger i Derbyshire, England och är insprängt mellan de större städerna Manchester och Sheffield. Det bor 38 000 människor inom nationalparkens gränser och tack vare sitt läge, mellan Manchester och Sheffield, är det ett attraktivt bostadsalternativ. The Peak District är en del av bergskedjan Penninerna, vilket förklarar de stora topografiska skillnaderna inom parken.
Nationalparken delas vanligen upp i tre områden: Dark Peak, White Peak och South West Peak.

## Dark Peak
Detta området ligger i nationalparkens norra del och består av klippiga platåer där berggrunden till största delen består av sandsten och skiffer som avsattes under karbon. "Svarta toppen" är ett relativt obebott område (med brittiska mått mätt) och här finns ett utbrett hedlandskap som huvudsakligen används till fårbete. 

## White Peak
Den "Vita toppen" ligger i nationalparkens södra del och består till största delen av kalksten som avlagrades under karbon. Kalkstenen här började att brytas redan av romarna för att användas till cement och byggnadssten. Detta området är mer befolkat än dess norra motsvarighet och här finns många mindre byar och städer.

## South West Peak
Den "Sydvästra toppen" ligger som anges av namnet i nationalparkens sydvästra del. Här finns många friliggande bondgårdar i ett typiskt odlingslandskap.

## Bildgalleri

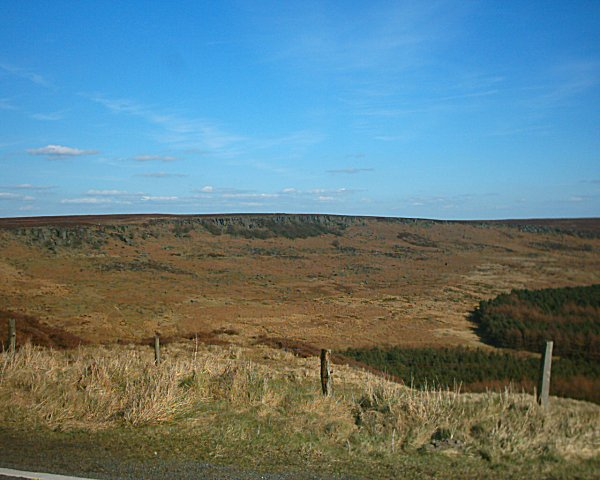
Burbage Rocks
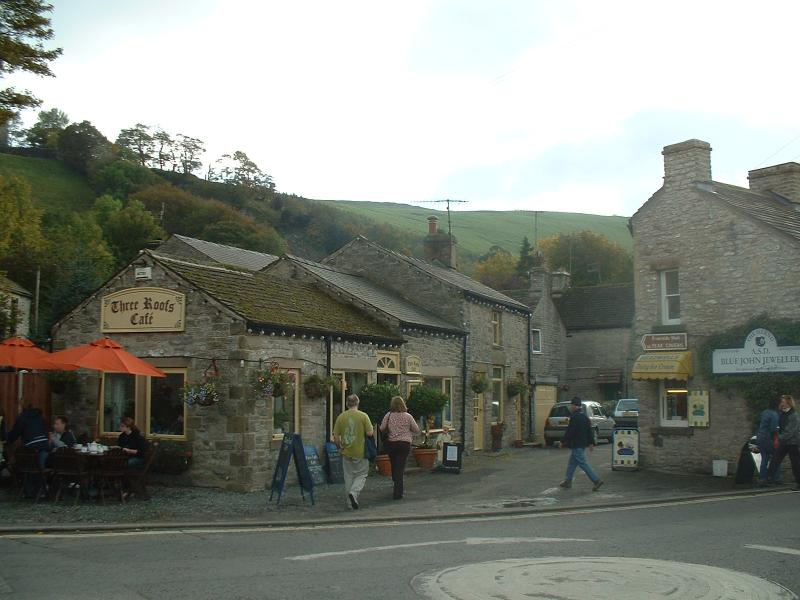
Castleton
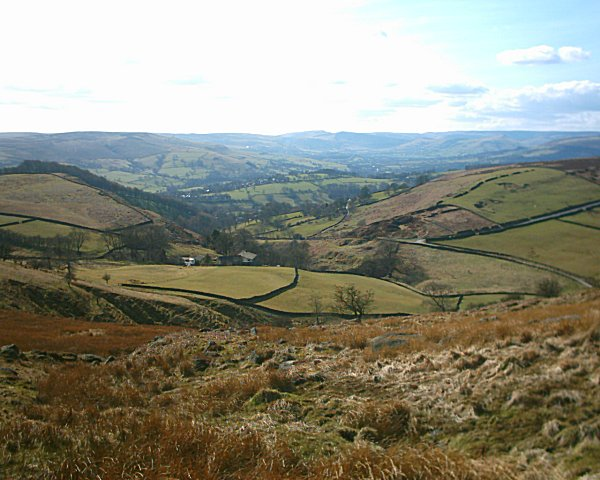
Dale Bottom - Hathersage
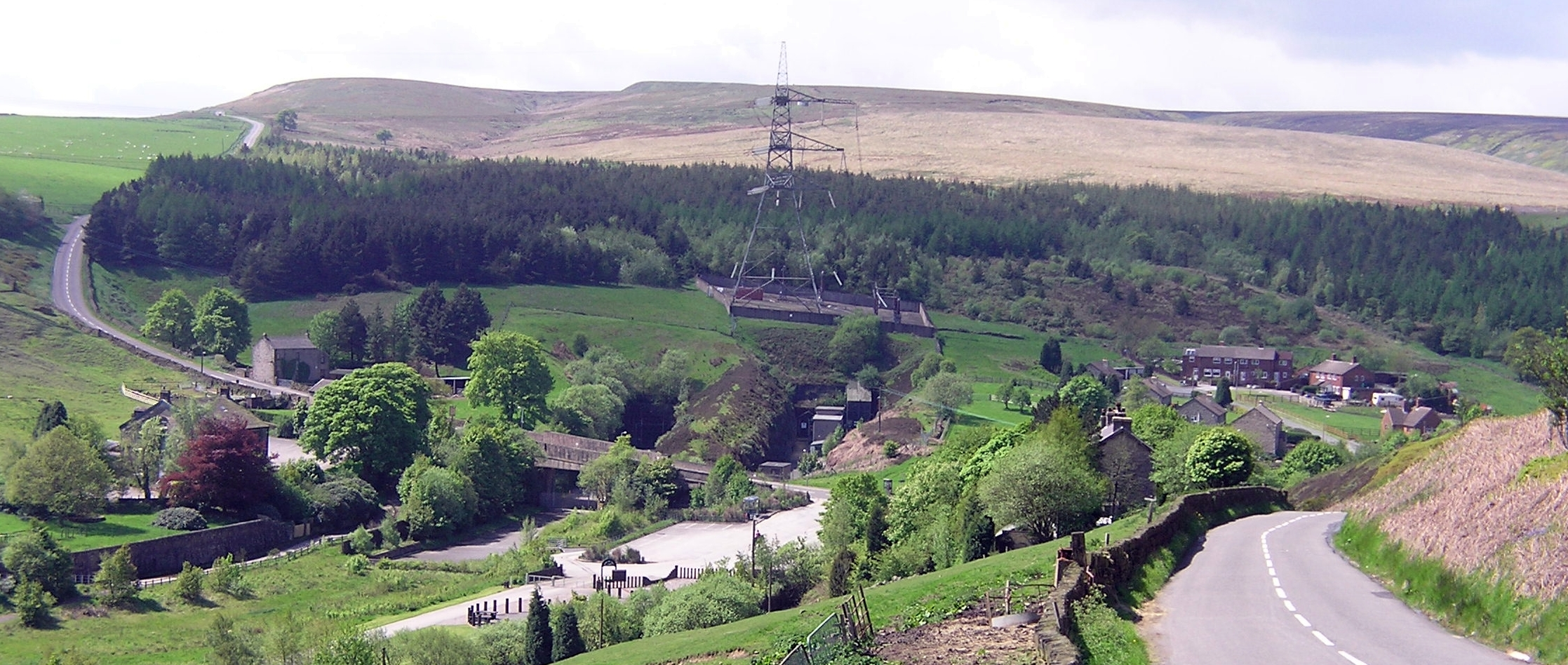
Dunford Bridge
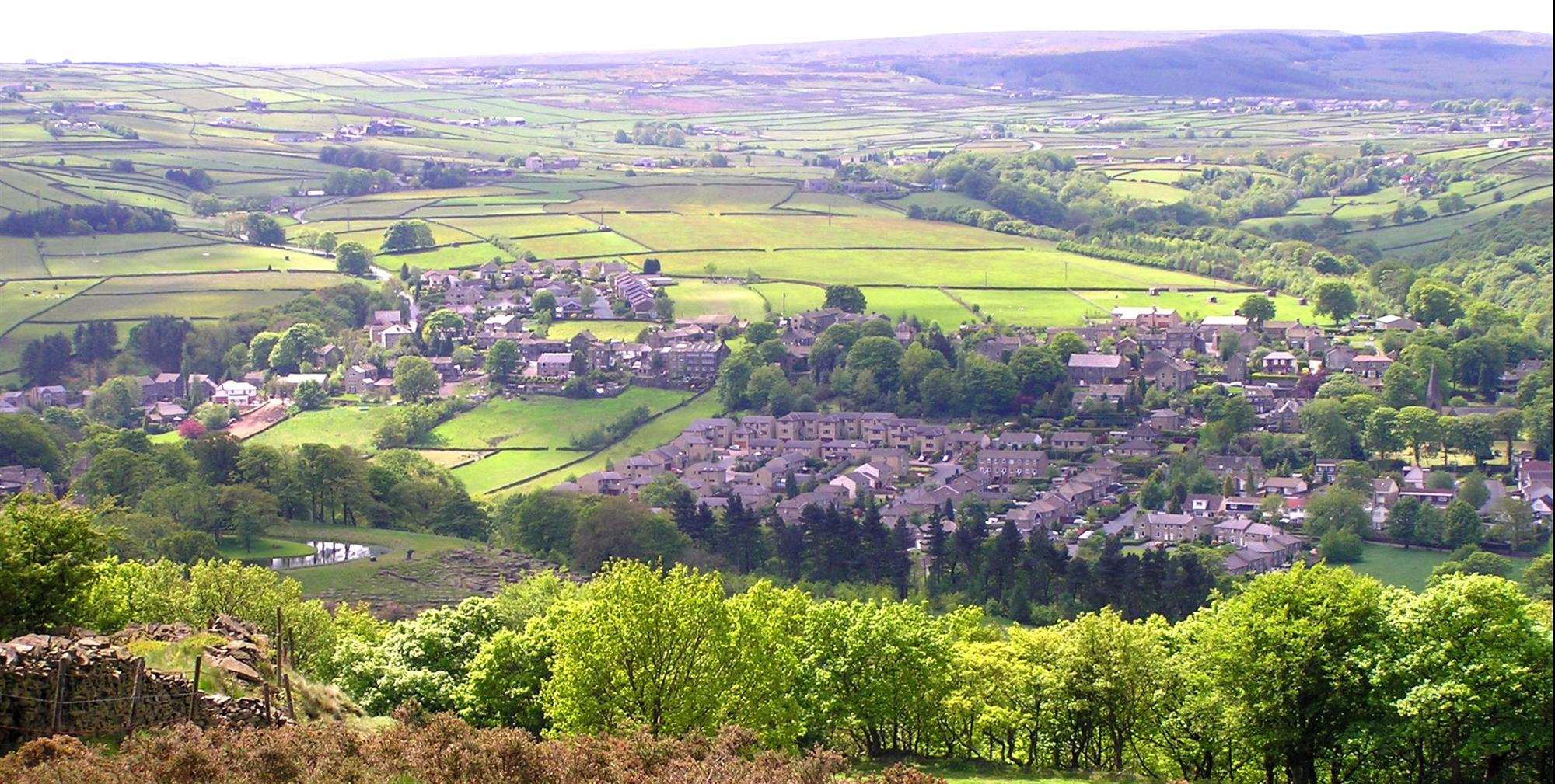
Hepworth
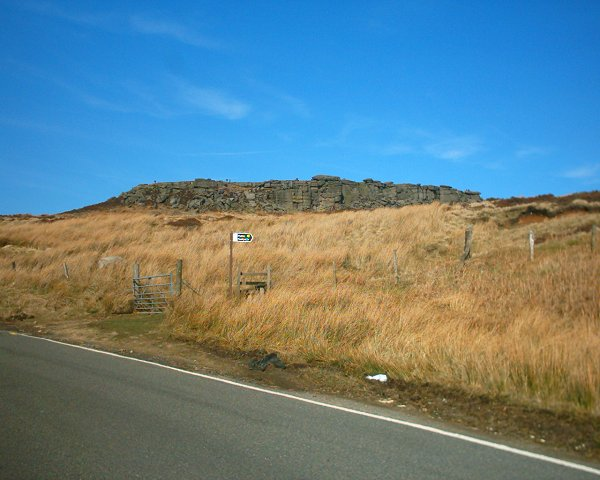
Higger Tor
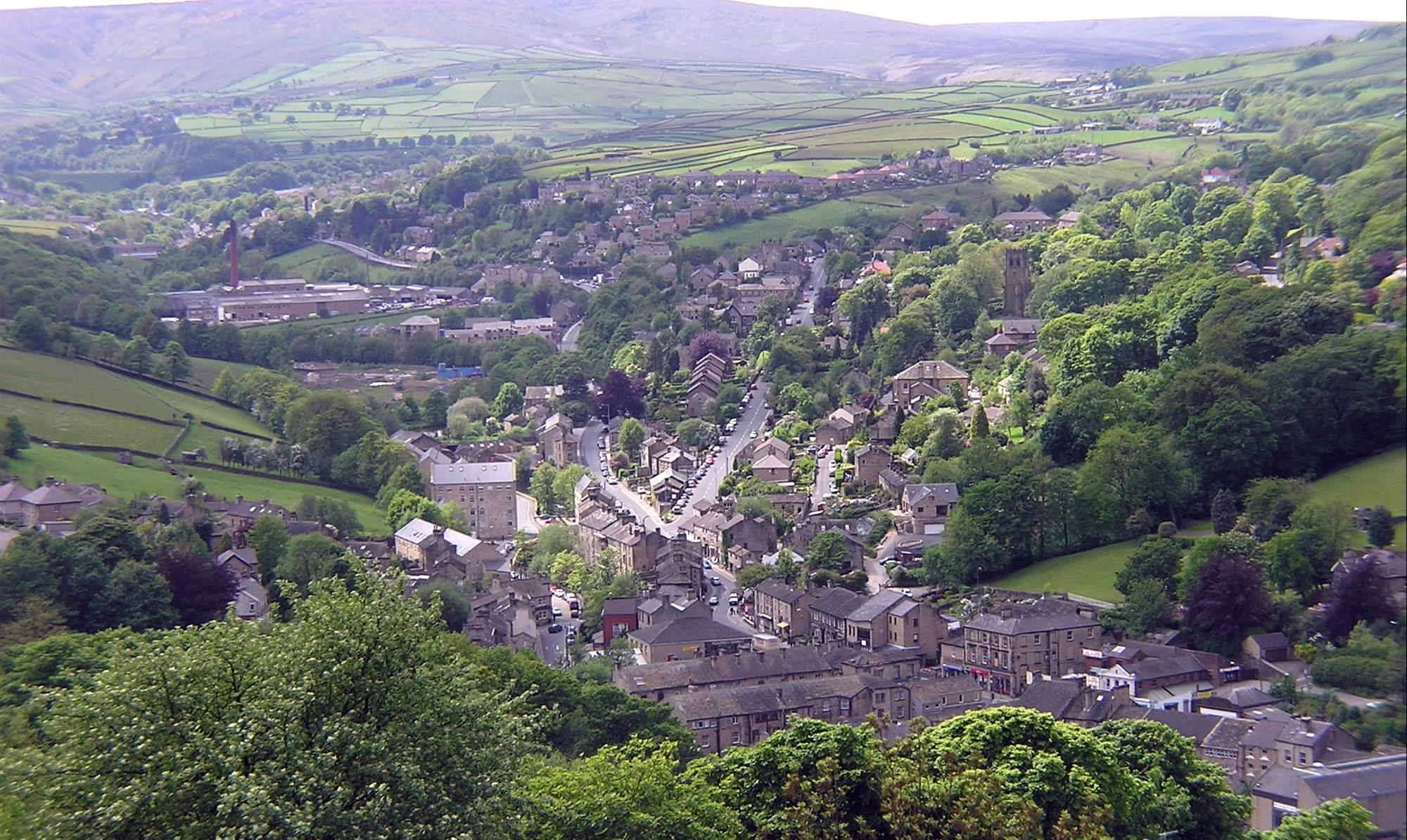
Holmfirth
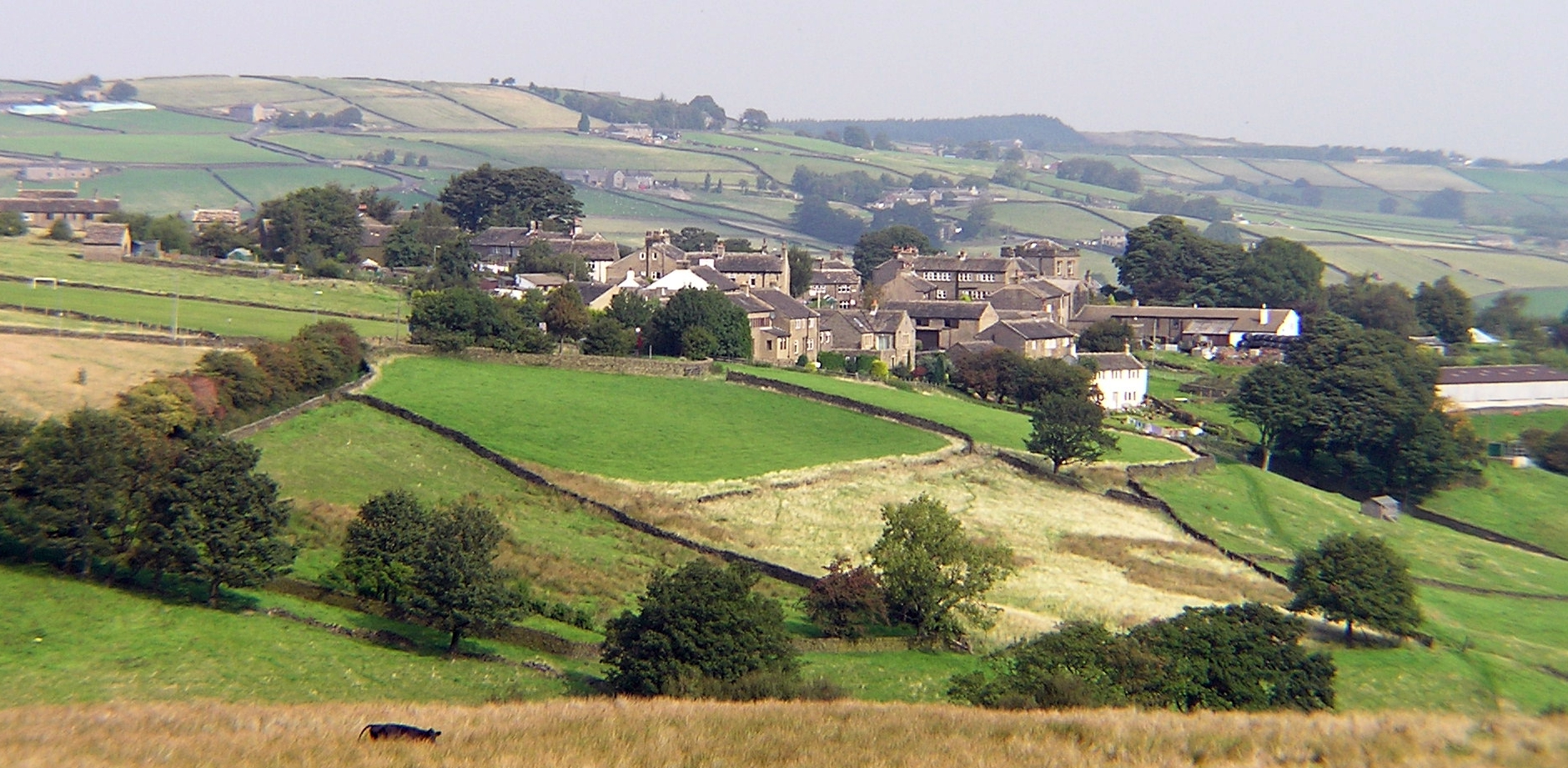
Holme, West Yorkshire
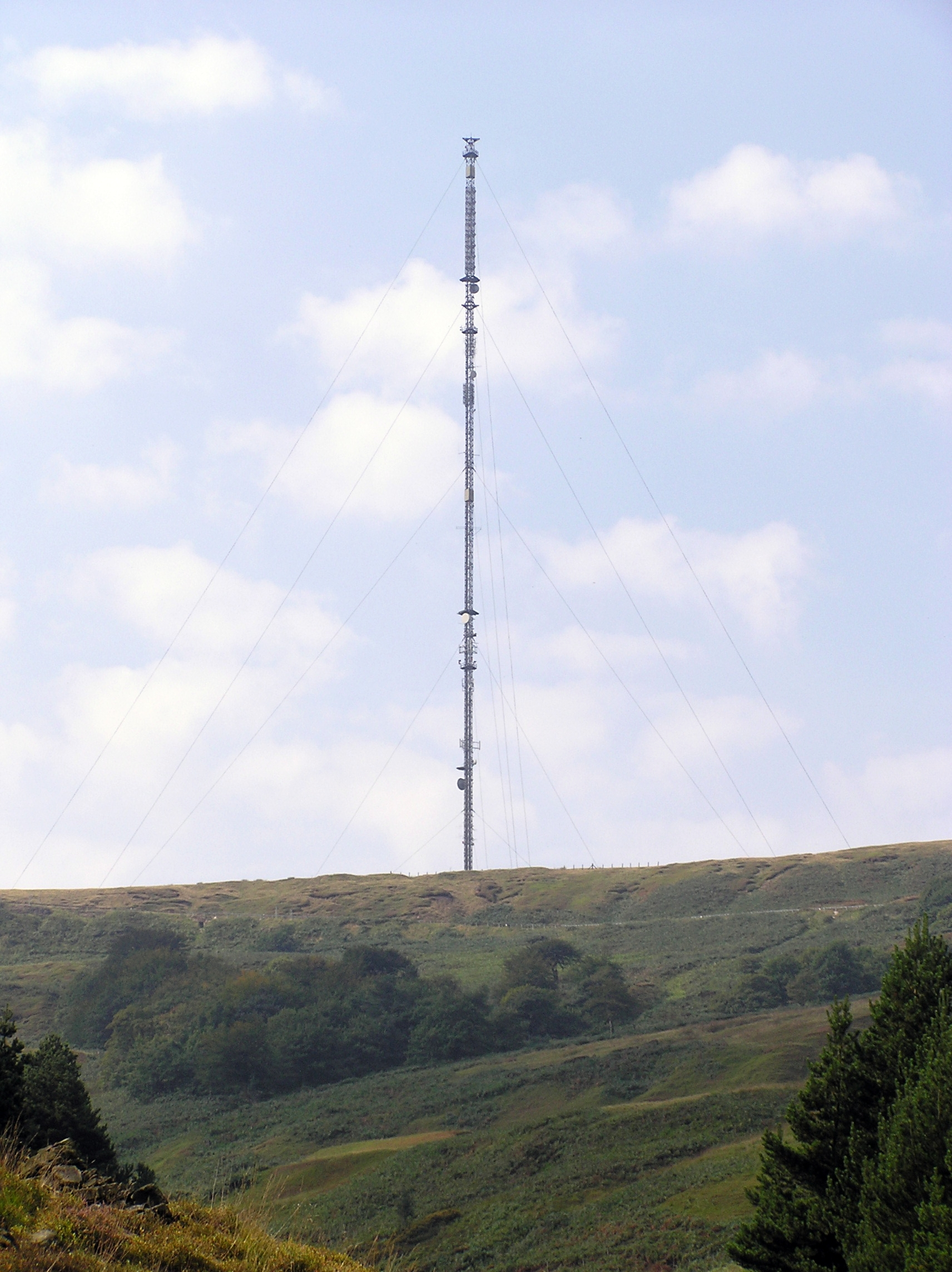
Holme Moss Radio Tower
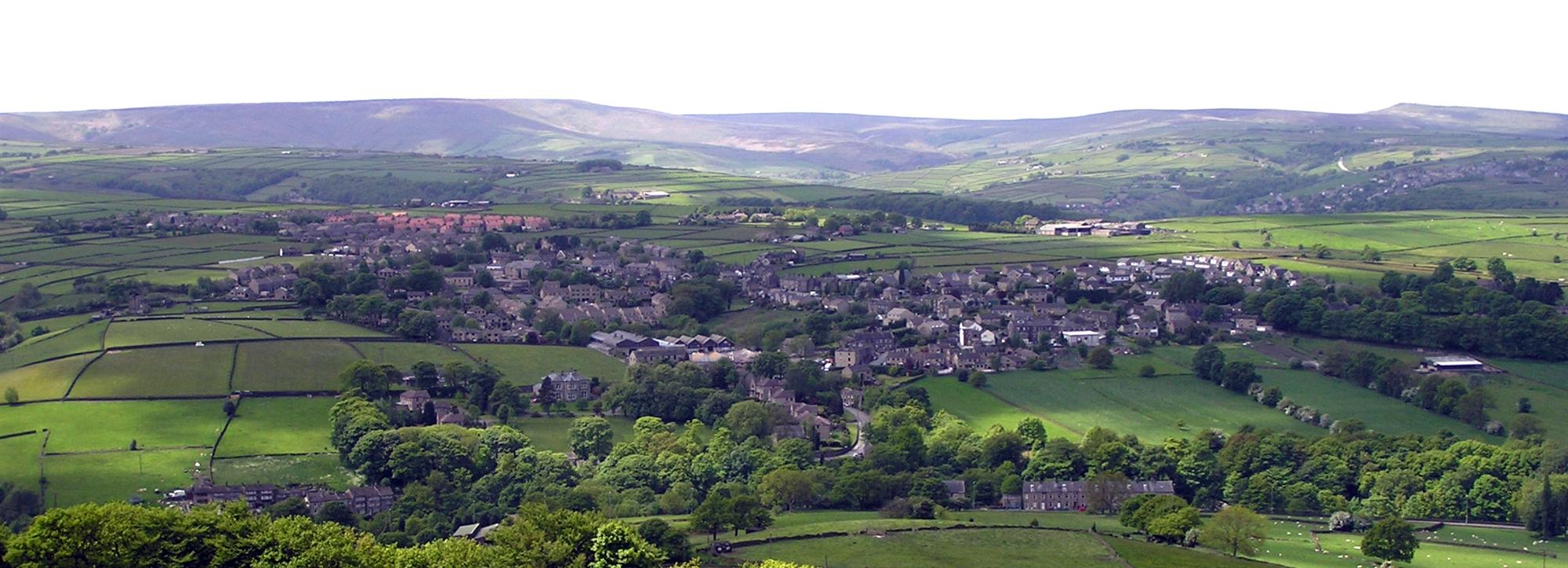
Scholes
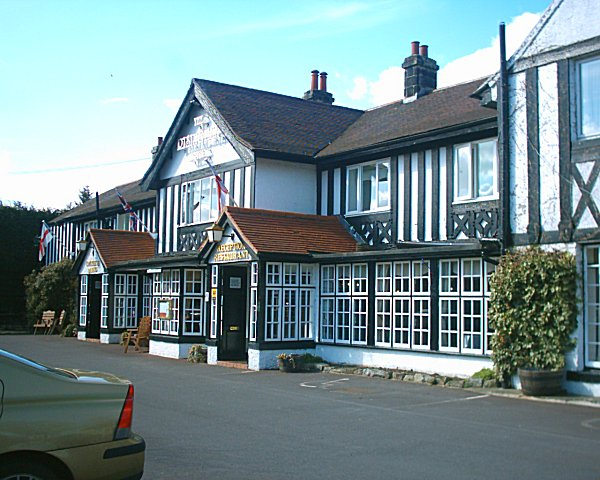
The Rising Sun
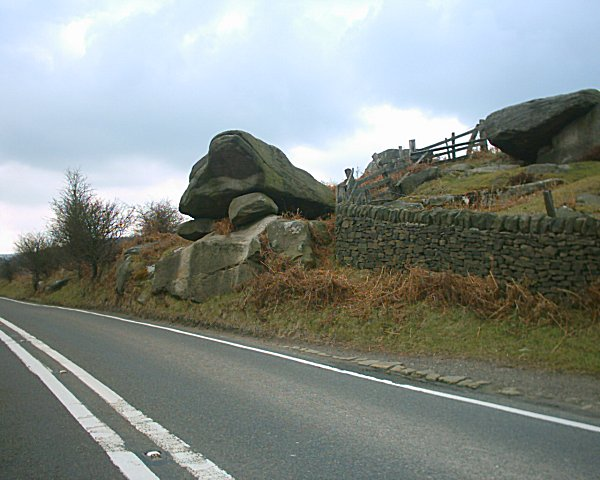
Toad's Mouth
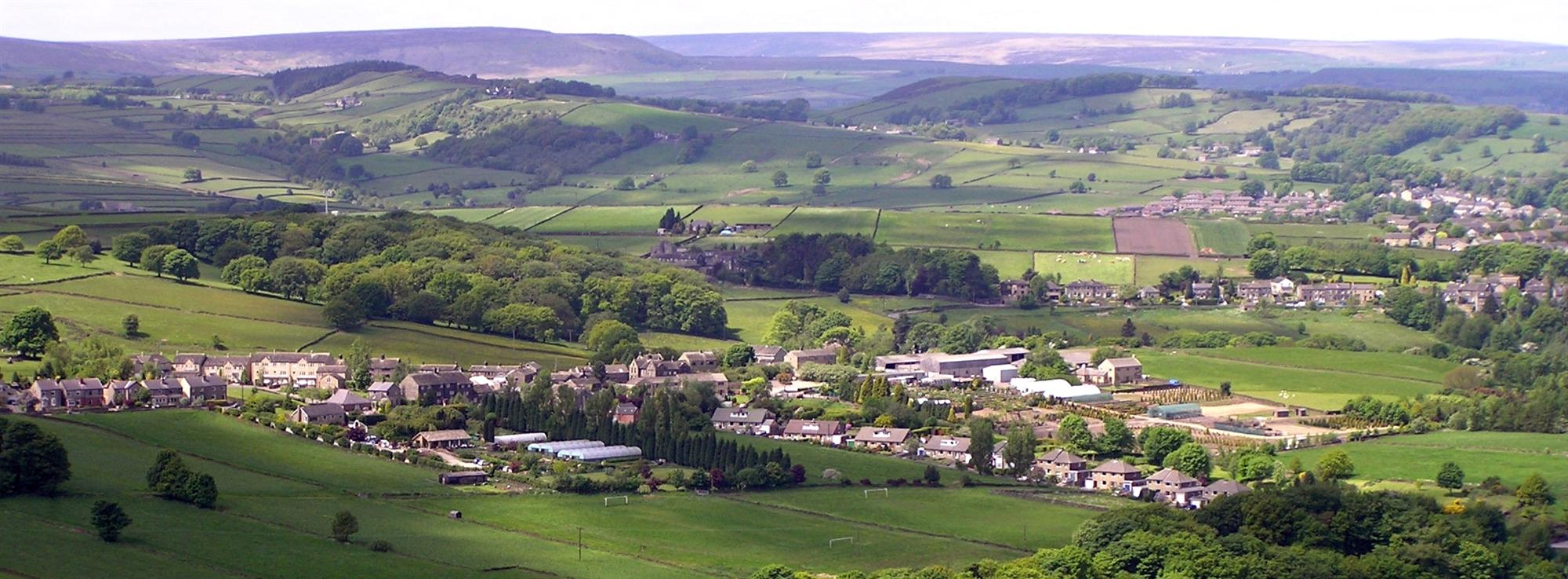
Totties
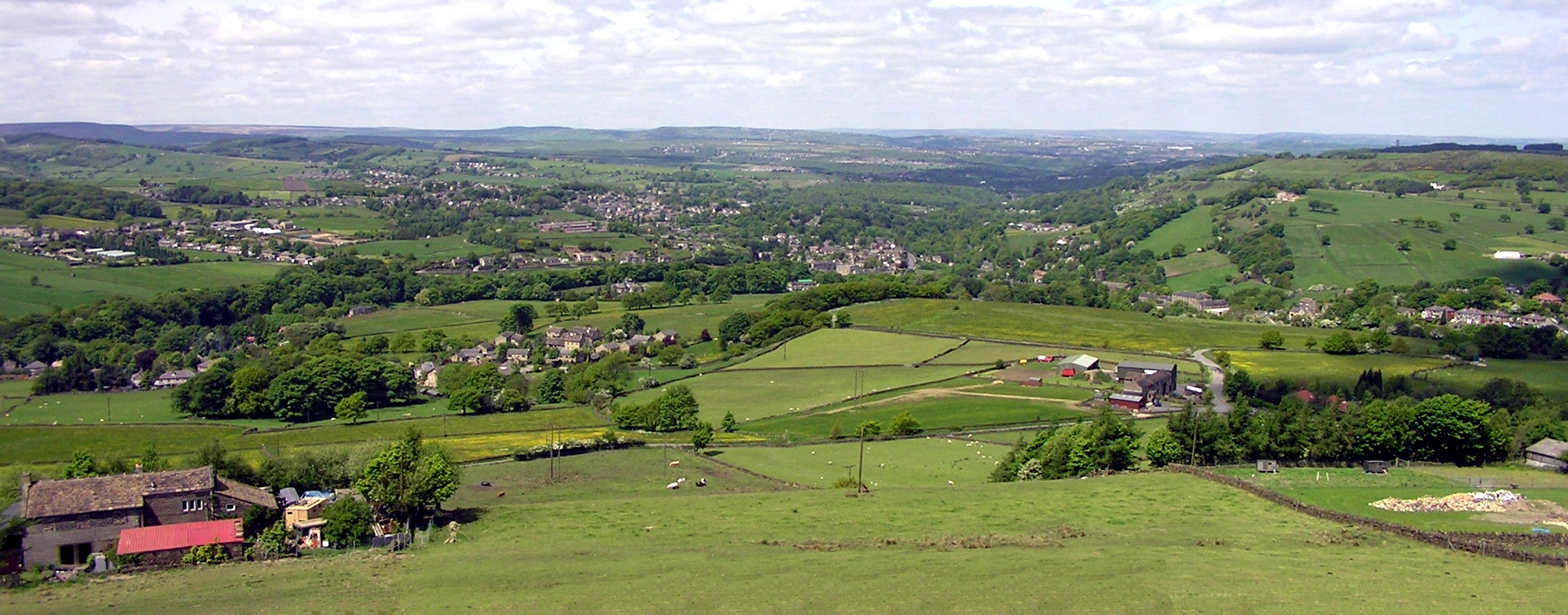
Upper Holme Valley